# Turkmenský manat
Turkmenský manat (turkmensky türkmen manat/түркмен манат) je zákonným platidlem středoasijského státu Turkmenistán. Jeho ISO 4217 kód je TMT. Jedna setina manatu se nazývá tenge. Název manat má turkmenská měna společný s měnou Ázerbájdžánu. Výraz manat označoval v turkmenštině i ázerbájdžánštině rubl, který se používal v Sovětském svazu, jehož součástí Turkmenistán i Ázerbájdžán byly. Dílčí jednotka tenge je současně názvem měny Kazachstánu.

## Vývoj měny
Manat se do oběhu dostal 1. listopadu 1993, kdy nahradil do té doby používaný rubl. Z rublu vycházel v poměru 1 rubl = 500 manatů. Tehdy nově zaveden manat dostal kódv TMM. Turkmenistán prodělal a prodělává transformaci z ústředně plánovaného hospodářství na tržní. Tento proces bývá ve většině postkomunistických zemí doprovázen vysokou mírou inflace. I proto Turkmenistán provedl 1. ledna 2009 měnovou reformu, při které proběhla devalvace měny v směnném poměru 5000 starých manatů = 1 nový manat. Zároveň proběhla změna kódu manatu z TMM na TMT. Původní manat zůstává platným do konce roku 2009 a byl průběžně stahován z oběhu. Od 1. 1. 2010 ztratil status zákonného platidla.

## Mince a bankovky

### První až pátá emise (1993-2005)
V roce 1993 byly do oběhu uvedeny mince o hodnotách 1, 5, 10, 20 a 50 tenge. Kvůli vysoké inflaci se od roku 1999 používaly i mince 500 a 1000 manatů. Mince tenge neplnily funkci oběživa a v běžném platebním styku se používaly zřídka, přesto zůstávaly zákonným platidlem. Bankovky první emise měly hodnoty 1, 5, 10, 20, 50, 100, 500, 1000, 5000 a 10000 manatů. Bankovky menších hodnot se v oběhu vyskytly zřídka. Všechny bankovky měly na rubové straně podobiznu bývalého turkmenského prezidenta Saparmurata Nijazova.
|                                 |  |
| Bankovka 500 manatů první emise |  |

|                                  |  |
| Bankovka 1000 manatů první emise |  |

### Současná platidla - šestá a sedmá emise (2009-2014)
Současné mince mají nominální hodnoty 1, 2, 5, 10, 20 a 50 tenge. V peněžním oběhu se však nepoužívají. Na aversní straně všech mincí je napsána nominální hodnota mince a na reversní straně je vyobrazena mapa Turkmenistánu. Nové bankovky mají hodnoty 1, 5, 10, 20, 50, 100, 500 (pouze do roku 2011) manatů; jsou na nich vyobrazeny zdejší významné osobnosti.
|                              |  |
| Bankovka 1 manat sedmá emise |  |

|                                 |  |
| Bankovka 500 manatů sedmá emise |  |